# Frank Junior Adjei
Frank Junior Adjei (20 marzo 2004) è un calciatore ghanese, attaccante dell'Hammarby.

## Carriera
Frank Junior Adjei, nato il 20 marzo 2004, è cresciuto calcisticamente nella Vision FC di Accra, Ghana, e ha completato gran parte della sua formazione nella Golden Boys Academy. Ha iniziato la sua carriera professionistica nella Premier League ghanese con la squadra delle Gold Stars, con cui nella stagione 2021-2022 ha disputato 14 partite segnando una rete, contribuendo al nono posto finale della squadra.
Nel luglio 2022 si è trasferito in Svezia, firmando un contratto triennale con l'IFK Värnamo. Nei suoi primi mesi scandinavi ha militato principalmente nella formazione Under-19 del club. Il debutto in prima squadra è avvenuto il 30 agosto 2022 nel secondo turno di Coppa di Svezia perso 3-1 contro il GAIS. Nel corso della stagione 2023 è stato promosso stabilmente alla rosa della prima squadra, totalizzando nove presenze in Allsvenskan e debuttando da titolare con una vittoria per 1-0 contro l'Häcken. Quella stagione si è conclusa con un sorprendente quinto posto per i biancoblù. La stagione 2025 si è rivelata più difficile per il club, che ha faticato in classifica, ma Adjei ha segnato i suoi primi due gol in Allsvenskan, tra cui la rete che ha fissato l'incontro sul 2-2 nel pareggio casalingo contro il Malmö FF.
Le sue prestazioni hanno indotto i dirigenti dell'Hammarby ad acquistarlo a titolo definitivo il 15 luglio 2025, con un contratto valido fino al 2029. Al momento del trasferimento, la squadra stoccolmese occupava il secondo posto nell'Allsvenskan 2025.

## Statistiche

### Presenze e reti nei club
Statistiche aggiornate al 10 agosto 2024.
| Stagione        | Squadra         | Campionato      | Campionato | Campionato | Coppe nazionali | Coppe nazionali | Coppe nazionali | Coppe continentali | Coppe continentali | Coppe continentali | Altre coppe | Altre coppe | Altre coppe | Totale | Totale | Totale |
| Stagione        | Squadra         | Comp            | Pres       | Reti       | Comp            | Pres            | Reti            | Comp               | Pres               | Reti               | Comp        | Pres        | Reti        | Pres   | Reti   |        |
| --------------- | --------------- | --------------- | ---------- | ---------- | --------------- | --------------- | --------------- | ------------------ | ------------------ | ------------------ | ----------- | ----------- | ----------- | ------ | ------ | ------ |
| 2023            | IFK Värnamo     | A               | 9          | 0          | CS+CS           | 1+1             | 0               |                    | -                  | -                  |             | -           | -           | 11     | 0      |        |
| 2024            | IFK Värnamo     | A               | 16         | 0          | CS+CS           | 1+0             | 0               |                    | -                  | -                  |             | -           | -           | 17     | 0      |        |
| Totale carriera | Totale carriera | Totale carriera | 25         | 0          |                 | 3               | 0               |                    | -                  | -                  |             | -           | -           | 28     | 0      |        |